# Pempelia
Pempelia är ett släkte av fjärilar som beskrevs av Jacob Hübner 1825. Pempelia ingår i familjen mott.

## Bildgalleri

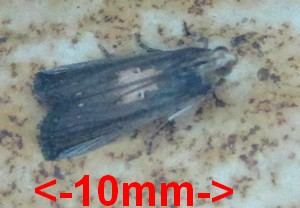
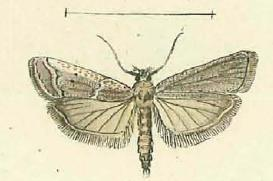
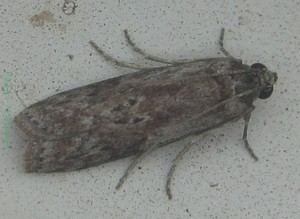

## Dottertaxa tillPempelia, i alfabetisk ordning[1][2]
- Pempelia adornatella
- Pempelia aixella
- Pempelia albicostella
- Pempelia albifasciella
- Pempelia alibotuschella
- Pempelia ambustiella
- Pempelia amitella
- Pempelia ardosiella
- Pempelia aurorella
- Pempelia boeticella
- Pempelia campicolella
- Pempelia coriacella
- Pempelia cortella
- Pempelia criptea
- Pempelia criptella
- Pempelia diffusa
- Pempelia dilutella
- Pempelia elbursella
- Pempelia enderleini
- Pempelia extincta
- Pempelia fibrivora
- Pempelia formosa
- Pempelia fraternella
- Pempelia gigantella
- Pempelia gracilis
- Pempelia hemichlaena
- Pempelia heringii
- Pempelia integrella
- Pempelia iranella
- Pempelia italogallicella
- Pempelia jucundella
- Pempelia klimeschi
- Pempelia lundbladi
- Pempelia macedoniella
- Pempelia maculata
- Pempelia magna
- Pempelia malacella
- Pempelia marocanella
- Pempelia melanostyla
- Pempelia minima
- Pempelia morosalis
- Pempelia morosalopsidis
- Pempelia multifidella
- Pempelia ornatella
- Pempelia palumbella
- Pempelia perornatella
- Pempelia punctigerella
- Pempelia rubrizonella
- Pempelia sablonella
- Pempelia satureiella
- Pempelia serpylletorum
- Pempelia somonlunella
- Pempelia sororculella
- Pempelia sororiella
- Pempelia subornatella
- Pempelia turturella